# Zumikon
Zumikon est une commune suisse du canton de Zurich, située dans le district de Meilen.

Photo aérienne prise à 500 m par Walter Mittelholzer (1923).